# Чарівник Земномор'я (мінісеріал)
«Чарівник Земномор'я» (англ. Earthsea, раніше англ. Legend of Earthsea) – фентезійний мінісеріал, телевізійна адаптація роману Урсули Ле Гуїн. Прем'єра відбулася на Sci-Fi Channel в грудні 2004 р.
Продюсер – Hallmark Entertainment у співпраці з Bender-Brown Productions. Серіал був адаптований Гевіном Скоттом з романів (Тумани Авалона) Земномор'я для виконавчих продюсерів Роберта Халмі, Лоуренса Бендера (Вбити Білла, Кримінальне чтиво) і Кевіна Келлі Брауна (Розвелл). Серіал знятий у Ванкувері, Британська Колумбія, Канада.
Урсула ле Гуїн не була залучена до роботи над сценарієм фільму. Свої враження від серіалу вона відбила у нотатках «Ретушоване Земномор'я» і «Земномор'я Франкештайна». Крім того, після показу серіалу вона висловила враження від побаченого в різкій формі: «Sci Fi Channel зруйнував мої книги!»

## Сюжет
На село хлопця на ім'я Гед нападають війська короля-завойовника Тайгата. Гед несподівано демонструє здатність до магії, за допомогою якої обманює ворогів і скидає їх з обриву. Він і його односельці налякані його здібностями. Гед надходить у навчання до чарівника Огіона, який розповідає йому головний принцип магії у світі Земномор'я: у всього і всіх є справжнє ім'я, треба тільки його впізнати. Істинне ім'я Геда – Яструб-перепелятник.
Тим часом, король Тайгат за допомогою своєї коханки Коссіль сподівається проникнути в таємниці ордена жриць, що зберігають Гробниці. У цих катакомбах здавна замуровані безіменні демони, загрозливі світу. Тайгат впевнений, що Безіменні – це сила, здатна допомогти йому завоювати весь світ. Коссіль інтригує, підсипаючи отруту матері-настоятельниці і роблячи все, щоб стати її наступницею. Але до обурення змовників, настоятелька вибирає юну, безневинну і талановиту сестру Тенар. Саме Тенар показує шлях через лабіринт до місця ув'язнення Безіменних.
Для продовження навчання Гед вступає до академії магів на острові Рок. Серед інших студентів він знаходить собі як вірних друзів, в особі Ветча, так і суперника в особі Джаспера. Саме Джаспер провокує Геда застосувати заборонене заклинання у дворі Академії, в результаті чого в світ виривається демон. За таке порушення Геда виганяють з академії. Демон тепер переслідує Геда по всьому світу, вступає з ним у сутичку, вбиває його друзів. Гед шукає спосіб позбутися від прокляття. Поступово він розуміє, що істота, яка переслідує його – відображення його власної особистості. Дракон підказує Геду, що звільнитися від демона він зможе в Храмі Атуана.
Нетерплячий Тайгат захоплює острів Рок за допомогою зрадника Джаспера і робить того архимагом. Потім він захоплює храм жриць і намагається змусити Тенар показати йому шлях до Безіменних. Туди ж прагне і Гед, який допомагає дівчині втекти. Тайгат намагається випустити Безіменних, але в результаті гине сам. У глибині гробниць Гед зустрічає лицем до лиця свій страх – демона – і називає того справжнім ім'ям. Це Яструб-перепелятник.
Хоробрість Геда і Тенар виганяє демонів навіки зі світу Земномор'я.